# سیارک ۱۲۸۷۲
سیارک ۱۲۸۷۲ (به انگلیسی: 12872 Susiestevens، نامگذاری:1998OZ5) دوازده هزار و هشتصد و هفتاد و دومین سیارک کشف شده‌است که در ۲۱ ژوئیه ۱۹۹۸ کشف شد.
قدر مطلق سیارک برابر ۱۹.۵ است.